# 키바룬
키바룬 (きばるん, 1996년 7월 19일 -)는 일본 출신의 한국인 남성 유튜버, 전 바이너. 재일 20년 이상의 한국인 유튜버로 일본에서 한국의 최신 정보와 관련된 컨텐츠를 제작하고 있다. 《갑자기이지만, 한국 떨어져 있습니다》라는 동영상에서, 본인을 키바야마 코이치로라고 소개하고 있다.